# Danafungia horrida
Espèce
Danafungia horrida est une espèce de coraux appartenant à la famille des Fungiidae.